# Glaphyra lecta
Glaphyra lecta är en skalbaggsart som beskrevs av Holzschuh 2006. Glaphyra lecta ingår i släktet Glaphyra och familjen långhorningar. Inga underarter finns listade i Catalogue of Life.